# Epixerus
Epixerus es un género de roedor esciuromorfo de la familia Sciuridae con una sola especie, Epixerus ebii. Se encuentra en África central y occidental. Se encuentra amenazado por pérdida de hábitat.